# Les Dernières Cartouches
Les Dernières Cartouches (également titré Combat à Balan, ou Les Dernières Cartouches) est un tableau d’Alphonse de Neuville (1836-1885), peintre militaire, illustrant un événement historique de la guerre franco-allemande de 1870. C’est l’œuvre la plus célèbre de ce peintre.

## Un événement tragique
Le 1er septembre 1870, pendant la bataille de Bazeilles près de Sedan, les troupes de marine du commandant Lambert, retranchées dans une auberge, La Maison Bourgerie, tinrent tête à un régiment de Bavarois. 
Encerclés, les Français luttèrent jusqu'à la dernière cartouche. Sur la cinquantaine de marsouins retranchés, quinze seulement purent se rendre à l'ennemi. Le lendemain, Napoléon III capitulait à Sedan.

## Le tableau

### Composition et description
Dès 1872, Alphonse de Neuville s’inspire de cet épisode malheureux pour composer une œuvre tragique qui exalte le courage des soldats français. Il nous montre le combat désespéré et héroïque d’une quinzaine d'hommes retranchés qui, sous les ordres du commandant Arsène Lambert blessé, défendirent la dernière maison du village de Bazeilles, dans les Ardennes, jusqu'à la dernière cartouche le 1er septembre 1870.
Cette huile sur toile mesure de 109 sur 165 cm. C'est un format paysage qui encadre une scène d'intérieur. Le premier plan de la composition est comme dégagé, on voit, de gauche à droite, posés au sol, une caisse en bois sur laquelle sont positionnés matelas et tapis, un fusil, des emballages froissés, une chaise paillée brisée et un casque à pointe prussien ; le plafond apparent montre un trou avec un plancher éventré. Au deuxième plan sont alignés les personnages : dans la lumière venant de la fenêtre ouverte, on distingue accroupi au sol un soldat portant une gibecière, en train de panser les plaies d'un officier (sa manche montre des galons) ; derrière eux, s'activent deux tireurs, l'un est vu de dos mettant en joue avec son fusil passé à travers un carreau brisé, l'autre est de profil, dos collé au mur, regard fixé vers l'ennemi situé à l'extérieur, hors-champ, sa main gauche agrippe son fusil. Le fond de la scène est occupé au centre par un buffet massif contre lequel est appuyé un soldat, blessé à la jambe, qui adopte une posture comme tendue vers la fenêtre ; derrière lui, un soldat blessé au bras est assis par terre contre le buffet et un autre, tente de rester sur ses pieds tout en s'appuyant sur l'encadrement de la porte ; à droite, un soldat se tient en retrait, les mains dans les poches, légèrement assis sur un lit ; derrière lui, on peut apercevoir la main crispée et le visage livide d'un soldat blessé allongé sur le lit. À l'arrière plan, dans le cadre de la porte ouverte, deux soldats sont pris dans le feu de l'action (l'un tient une arme de poing, l'autre met en joue) tandis que derrière eux, on peut distinguer d'autres soldats.
La scène a lieu de jour, le soleil semble luire à l'extérieur. On distingue nettement de la fumée.

### Réception et conservation

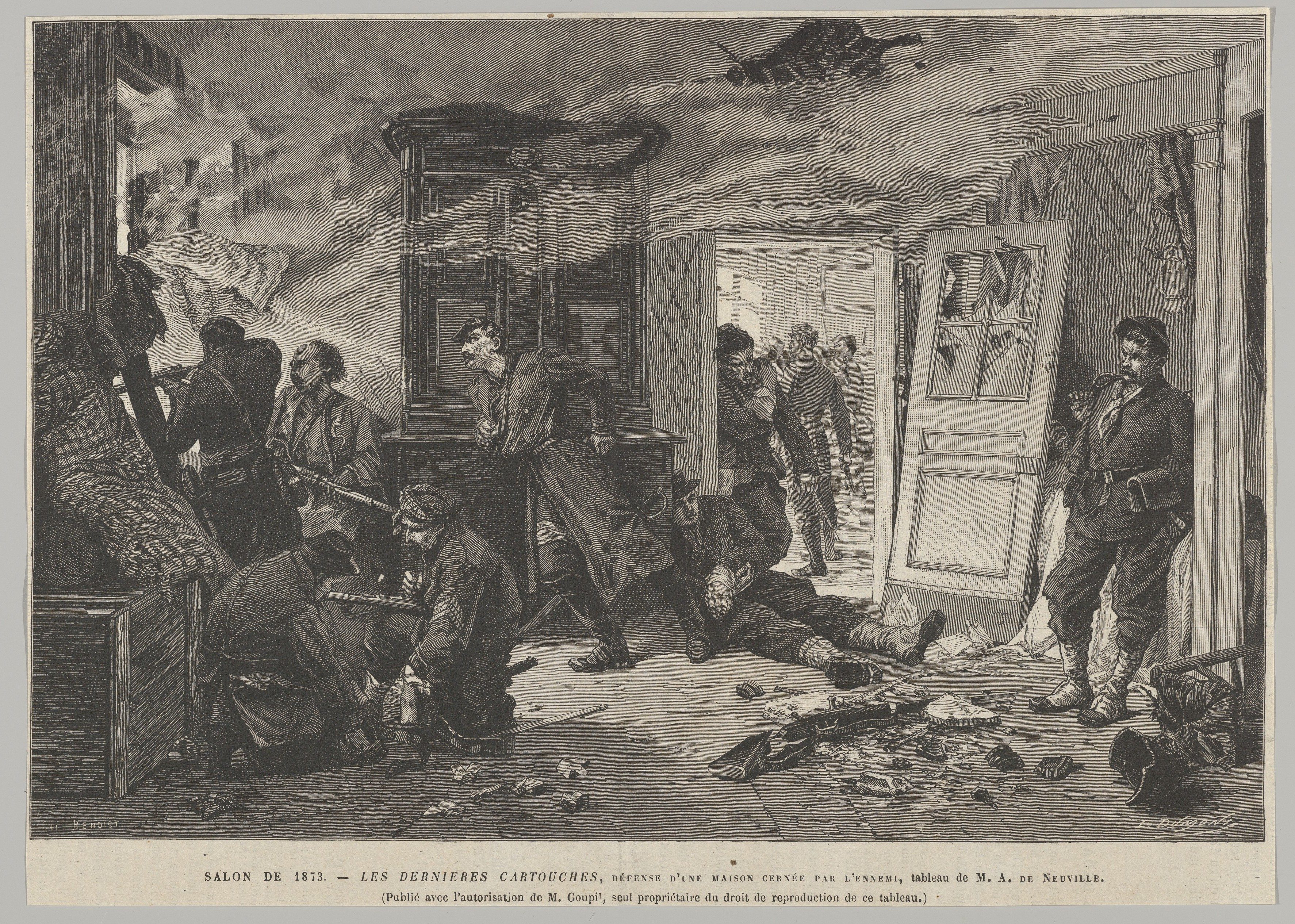
Les Dernières Cartouches, gravée sur bois par Dumont pour L'Univers illustré (Metropolitan Museum of Art).

Sous le titre Les dernières cartouches. Défense d'une maison cernée par l'ennemi, le tableau est présenté au public pour la première fois au Salon de Paris à partir du 5 mai 1873. 
Alphonse de Neuville justifia ainsi son œuvre dans une lettre au critique d’art Gustave Goetschy, en 1881 : « Je désire raconter nos défaites dans ce qu'elles ont eu d'honorable pour nous, et je crois donner ainsi un témoignage d'estime à nos soldats et à leurs chefs, un encouragement pour l'avenir. Quoi qu'on en dise, nous n'avons pas été vaincus sans gloire, et je crois qu'il est bon de le montrer ! »
Cette œuvre, l’une des plus populaires de la fin du XIXe siècle devint une icône de l’héroïsme patriotique. La France vaincue et humiliée retrouvait, en elle, sa fierté. Elle fut très souvent reproduite. En août 1873, une reproduction gravée sur bois paraît dans L'Univers illustré signée L. Dumont ; puis la maison Boussod Valadon et Cie diffuse largement la reproduction en photogravure à partir des années 1890.
De Neuville est nommé chevalier de la Légion d'honneur en juin 1881.
À la fin du XIXe siècle, le tableau fut vendu. Ce fut alors le tableau le plus cher du monde[réf. nécessaire]. Racheté en 1960 par la Fédération française des anciens d'Outre-Mer et anciens combattants des troupes de marine (actuel Comité national des Traditions des Troupes de marine) dans une salle des ventes à Versailles, il est depuis conservé au musée de Bazeilles nommé pour l'occasion la « Maison de la dernière cartouche », l'ancienne auberge Bourgerie dans laquelle s'est déroulé cet événement. Il a été restauré, puis présenté en 2005 au musée d'Orsay, avant de réintégrer le musée de Bazeilles.
La Fédération a produit une analyse historique de certains éléments de cette représentation relatifs à l'uniforme officiel des soldats de la Division bleue. Celui-ci n'est pas ici respecté par le peintre, les marsouins ne portaient pas de pantalons rouges. La présence d'un tirailleur algérien et d'un chasseur à pied est jugée ici incongrue. D'après deux croquis préparatoires, De Neuville jugea la scène trop sombre et décida d'éclaircir la palette en ajoutant des éléments peints en rouge.

## Dans les arts et la culture

### Littérature

#### Roman
- Dans La Débâcle (1892), Émile Zola situe une partie de l'action du côté de Bazeilles et s'inspire à la fois du tableau et du terrain : en avril 1891, il avait effectué le voyage à Sedan et visité la déjà célèbre « maison de la dernière cartouche »[7].

### Filmographie

#### Cinéma
- L’épisode des « Dernières Cartouches », a été adapté en 1897 par Georges Méliès dans un court-métrage muet en noir et blanc intitulé Bombardement d'une maison, puis par les Frères Lumière dans l'une de leurs Vues historiques[8], ce qui en fait le sujet d'un des premiers films de guerre de l'histoire du cinéma.

#### Télévision

##### Documentaire
- La Guerre de 1870. Les Dernières Cartouches réalisé par Éric Deroo en 2020.

### Iconographie

#### Affiche
- Les Dernières Cartouches, pièce de Jules Mary et Émile Rochard, lithographie signée Paul Carrey, imprimerie Ch. Wall, 1903[9].

#### Caricature
- En 1899, le magazine britannique satirique Punch reproduit une image détournée du tableau, mettant en scène les principaux acteurs de l'affaire Dreyfus[10].

### Théâtre
- Marcel Aymé, dans sa pièce Lucienne et le Boucher (1947), fait figurer une reproduction de ce tableau dans la salle à manger de la famille Moreau, propriétaire d’une bijouterie.